# 西原久美子
西原 久美子（にしはら くみこ、1965年4月27日  - ）は、日本の女性声優、ナレーター。神奈川県茅ヶ崎市出身。青二プロダクション所属。

## 来歴
小学生の頃、劇団四季のミュージカルを母に連れられて見に行って、凄く憧れてしまったという。母にそう話していたところ「あんたのその声じゃ無理よ」「同じ演技をするんだったら、声優なんてどう?あんたの変な声ならなれるかもね」と言われていたという。しかしたくさんある夢のひとつだったため、それに向かって努力するということはなかったという。
小さい頃の西原は自身が「変な声」というのは気づいていなかったという。小学校、幼稚園の時、皆で歌を吹き込んだりしていたが、西原の声だけ変だったが、「機械が悪いんだ」と思っていたという。中学くらいになってから自分の声に気づいて、その後はコンプレックスだったという。喋ると「ぶりっこするなよ」、「窓ガラスが割れる」と言われたりしたが、「声優学校に入ろうかな」と友人に相談していた。その時、「その変な声ならいけるよ」と後押ししてくれて、「やっぱりそうかな、これは武器かな」と少し思っていたという。中学時代はバスケット部、美術部、ギター部に所属していた。
高校時代、演劇部に所属し演劇に対する思いを強める。和光大学人文学部文学科在学中から声優学校に通い、講師であった肝付兼太が劇団21世紀FOXを旗揚げするのを聞きつけ参加を直訴。旗揚げメンバーとなり、1984年の第1回公演から参加。過去3度に渡って上演された『アリス・イン・ワンダーランド』のアリス役などによって看板女優の位置を築く。大学時代はヨット部のマネージャーをしていた。その後、劇団はめちゃくちゃ忙しく、家は遠く、文学は肌に合わないため、大学を途中で中退したという。
声がハスキーで子供っぽかったことから、入団してから、すぐに声の仕事が来たという。
1984年、『とんがり帽子のメモル』のピー役にて声優デビュー。『はーいステップジュン』の雪之嬢役で初レギュラー。1988年、『ハロー!レディリン』のリン・ラッセル役にて初主演を果たす。
2004年の『森乃女学院千一夜物語』への出演を最後に劇団21世紀FOXを退団。2006年、岡田純子らと共に立ち上げたLiddell Project（リデルプロジェクト）の第1回公演『恋愛戯曲』に出演。その直後には遊々団ブランシャ・ヴェールの旗揚げ公演『フラクタル』に出演するなど、退団後の活動を活発にした。また、声優としては劇団21世紀FOX時代から青二プロダクションに所属し、数多くの作品に参加している。

## 人物
多数のアニメ、洋画、ゲーム、オリジナルビデオアニメ、CDドラマなどに出演している。
役柄としては、女の子から女性アナウンサーまで幅広い役を演じている。高い声、少女の声を得意とするが、少女時代には高い地声を揶揄されることも多かったという。
趣味はジャグリング。
作品中で歌を歌うことも多く、かつてネット上などで話題になった曲の1つに『肉球みゃーみゃ』がある。これは、ゲーム『アイドル雀士スーチーパイII』の宇宙ウサギの「みるく」と「ミルキーパイ」を交互に変身しながら歌っている曲である。
ミニチュアダックスフント（ペロ）とトイプードル（キャンディ）の2匹を飼っている。
車を運転中、複数回事故に遭遇している。1度目は頭から流血するほどで入院。2度目は舌を噛んでしまい、しばらく話ができなくなった。
人生のモットーは「“ケ・セラ・セラ”と思える自分になりたい」と語る。
一人っ子である。既婚者であり、芸名である西原は旧姓。

## 出演
太字はメインキャラクター。

### テレビアニメ
時期不明
- ドラえもん（テレビ朝日版第1期）（チュー太郎）

1984年
- オヨネコぶーにゃん（ギャルネコ）
- とんがり帽子のメモル（ピー）

1985年
- オバケのQ太郎（かおり）
- はーいステップジュン（雪之嬢）

1986年
- あんみつ姫（きなこ、錦の助、キャンディ、マキ）

1987年
- エスパー魔美（陽子）
- キテレツ大百科（少年C）
- のらくろクン（1987年 - 1988年、ヒロコ、子供B、ユリ、白雪姫、明明 他）

1988年
- ハロー!レディリン（リン・ラッセル）
- 夢見るトッポ・ジージョ（アニタ）

1989年
- 悪魔くん（1989年 - 1990年、幽子、赤ピクシー）
- 美味しんぼ（子供B）
- おぼっちゃまくん（1989年 - 1992年、用事伝達）
- 昆虫物語 みなしごハッチ（1989年 - 1990年、ミー、マユコ、チョコ）
- 獣神ライガー（1989年 - 1990年、道子）
- たいむとらぶるトンデケマン!（1989年 - 1990年、ゆみ）
- ダッシュ!四駆郎（河合アナ、ワンクロー、女生徒、男の子）
- まじかるハット（1989年 - 1990年、ロボッグ）
- 魔動王グランゾート（ノーア）
- 魔法使いサリー（1989年 - 1991年、ポロン）
- 笑ゥせぇるすまん（社員、松本スズ子）

1990年
- かりあげクン（ユキヒロ）
- NG騎士ラムネ&40（ナンテン、ウレP）
- チンプイ（キキ、雪だるま）
- それいけ!アンパンマン（1990年 - 2024年、おもちゃてんし〈初代〉、どせいちゃん、やきいもまん〈3代目〉、デンチくん〈初代〉、はるかぜさん、ライスちゃん〈初代〉）
- 八百八町表裏 化粧師（お久美）
- ピグマリオ（エルザ）
- まじかる☆タルるートくん（1990年 - 1992年、ミモラ）
- 魔法のエンジェルスイートミント（デイジー）
- もーれつア太郎（レイナ）
- 私のあしながおじさん（シンディ・パターソン）
- 勇者エクスカイザー（ミアン王女）
- RPG伝説ヘポイ（1990年 - 1991年、キャッスルプリンセス）

1991年
- 機甲警察メタルジャック（エミリ）
- ジャンケンマン（オテンキ）
- 太陽の勇者ファイバード（宮田ヨウコ）
- 21エモン（オーチン）
- 新世紀GPXサイバーフォーミュラ（舞、少女）
- 燃えろ!トップストライカー（アンナ）
- トラップ一家物語（ヨゼフィーナ）

1992年
- あしたへフリーキック（エレナ・ロロブリジータ）
- 風の中の少女 金髪のジェニー（モーラ）
- クレヨンしんちゃん（1992年 - 2019年、しのぶ〈2代目〉、つるのおんがえしの鶴、ひまわり組の男の子、TVの女、SHIN-MENピマワリママ 他）
- サラダ十勇士トマトマン（パパイヤ姫）
- スーパービックリマン（鬼壮士リトルミノス）
- 南国少年パプワくん（クリ子ちゃん）
- 花の魔法使いマリーベル（ピッチー、ミリィ、ローズ〈少女〉、妖精A）
- 魔法のプリンセス ミンキーモモ 夢を抱きしめて（ラミ）
- YAWARA! a fashionable judo girl!（女子大生B）
- 見ると強くなる 痛快!横綱アニメ ああ播磨灘（りえ、太郎）

1993年
- 機動戦士Vガンダム（娘）
- GS美神（六道冥子）
- ドラゴンボールZ（エンジェラ）

1994年
- 3丁目のタマ うちのタマ知りませんか?（少女）
- ハックルベリー・フィン物語（ベッキー）
- 覇王大系リューナイト（リナ）
- 美少女戦士セーラームーンシリーズ（1994年 - 1996年、う・トモダチ、ダイアナ） - 3シリーズ

1995年
- 愛天使伝説ウェディングピーチ（しずか）
- アニメ世界の童話（マリー）
- 怪盗セイント・テール（百合子）
- 新機動戦記ガンダムW（シルビア・ノベンタ）
- クマのプー太郎（かぜ娘）
- 獣戦士ガルキーバ（美作リカ）
- ビット・ザ・キューピッド（レダ）

1996年
- 家なき子レミ（ニーナ）
- エルフを狩るモノたち（ミリア）
- 地獄先生ぬ〜べ〜（図書室の少女霊）
- 勇者指令ダグオン（ユカリ）
- るろうに剣心 -明治剣客浪漫譚-（みかん）
- YAT安心!宇宙旅行（ワクーン、ヤンママ）

1997年
- 快傑ゾロ
- キューティーハニーF（アマゾンパンサー）
- 少女革命ウテナ（高槻枝織）
- 夢のクレヨン王国（オパール王妃）

1998年
- 吸血姫美夕（志津子）
- 超魔神英雄伝ワタル（忍部サクヤ）
- ロードス島戦記-英雄騎士伝-（ピロテース）

1999年
- 神風怪盗ジャンヌ（フィン・フィッシュ、パッキャラマオ）

2000年
- サクラ大戦TV（アイリス〈イリス・シャトーブリアン〉）
- ピポパポパトルくん（2000年 - 2001年、パット、ミルク、みなこ、犬、エミ 他）
- ポケットモンスター（マコト）

2001年
- ジャングルはいつもハレのちグゥ（メアリー）
- 週刊ストーリーランド 老婆シリーズ「きびしい出席簿」（渡辺千絵子）
- スクライド（寺田あやせ）

2002年
- デジモンフロンティア（ルーチェモン / ルーチェモン・ラルバ）
- ONE PIECE（2002年 - 、小玉、ペローナ、ネガティブゴースト、貴族の娘〈アッホ・ヅラコ〉、ウズ）

2003年
- 高橋留美子劇場（愛崎先輩の彼女）
- ポケットモンスター アドバンスジェネレーション（ナオコ）
- マーメイドメロディー ぴちぴちピッチ（雪絵）

2004年
- あたしンち（店員B）
- 名探偵コナン（2004年 - 2016年、乙沢まみ、諏訪山百合香、頓田温子）
- モリゾーとキッコロ（キツネ）

2005年
- ガン×ソード（シノ）
- クレイアニメ 太鼓の達人
- MONSTER（女）

2006年
- くじびきアンバランス（上石神井蓮子）
- 祝!(ハピ☆ラキ)ビックリマン（2006年 - 2007年、超聖神ディアナ）
- 遊☆戯☆王デュエルモンスターズGX（アリス）

2007年
- げんしけん2（上石神井蓮子）
- はたらキッズ マイハム組（二階堂エリカ）
- レ・ミゼラブル 少女コゼット（母親）

2008年
- Yes!プリキュア5GoGo（クレープ王女）
- おでんくん（早乙女ウサギ）
- かのこん（三珠美乃里）
- ゲゲゲの鬼太郎（第5作）（ぺぺ子、赤エイ）
- ポルフィの長い旅（ジェシカ）

2010年
- ちびまる子ちゃん（2010年 - 2012年、先生、くみ子ちゃん、女の子B）
- ドラゴンボール改（ピーザ）

2011年
- カルルとふしぎな塔（ピプ）
- スイートプリキュア♪（クレッシェンドトーン）
- ドラえもん（テレビ朝日版第2期）（OL）

2013年
- ドキドキ!プリキュア（2013年 - 2014年、シャルル）

2014年
- みんな集まれ!ファルコム学園（レン）
- ONE PIECE “3D2Y” エースの死を越えて! ルフィ仲間との誓い（ペローナ）

2015年
- 新妹魔王の契約者（シェーラ） - 2シリーズ
- みんな集まれ!ファルコム学園SC（レン、ポチ）

2016年
- ドラゴンボール超（則巻ガジラ）

2017年
- かみさまみならい ヒミツのここたま（クルン）

2022年
- ポプテピピック TVアニメーション作品第二シリーズ（ピピ美〈第10話Aパート〉）

### 劇場アニメ
1989年
- 悪魔くん（赤ピクシー）

1990年
- 悪魔くん ようこそ悪魔ランドへ!!（幽子）
- ドラえもん のび太とアニマル惑星（ロミ）
- 魔法使いサリー（ポロン）

1992年
- ぞう列車がやってきた（ポッポちゃん）
- まじかる☆タルるートくん すき・すき♡タコ焼きっ!（ミモラ）

1994年
- ウメ星デンカ 宇宙の果てからパンパロパン!（みよ子）
- GS美神 極楽大作戦!!（六道冥子）

1995年
- 2112年 ドラえもん誕生（王ドラ）
- 美少女戦士セーラームーンSuperS セーラー9戦士集結!ブラック・ドリーム・ホールの奇跡（ダイアナ）

1999年
- 少女革命ウテナ アドゥレセンス黙示録（高槻枝織）

2001年
- サクラ大戦 活動写真（アイリス〈イリス・シャトーブリアン〉）

2002年
- 夢かける高原 清里の父 ポール・ラッシュ（真理子）

2003年
- ドラえもん のび太とふしぎ風使い（スン）

2007年
- Dr.マシリト アバレちゃん（ガッちゃん）

2011年
- 映画 スイートプリキュア♪ とりもどせ! 心がつなぐ奇跡のメロディ♪（クレッシェンドトーン）
- スクライド オルタレイション TAO（寺田あやせ）

2012年
- スクライド オルタレイション QUAN（寺田あやせ）

2013年
- 聖☆おにいさん（大輔ママ）
- 映画 ドキドキ!プリキュア マナ結婚!!?未来につなぐ希望のドレス（シャルル）
- 映画 プリキュアオールスターズNewStage2 こころのともだち（シャルル）

2014年
- 映画 プリキュアオールスターズNewStage3 永遠のともだち（シャルル）

2019年
- ONE PIECE STAMPEDE（ペローナ）

### OVA
1987年
- 魔女っ子クラブ4人組 A空間からのエイリアンX（女の子）

1988年
- 小助さま力丸さま -コンペイ島の竜-（桜子）

1989年
- 真魔神英雄伝ワタル（トナリ）
- プロジェクトA子 完結篇（女生徒B）

1990年
- 緑野原迷宮（ファレ）

1991年
- がんばれゴエモン 次元城の悪夢（手下、ウインビー）
- シャコタン☆ブギ（マリコ）
- ドラゴン・フィスト（交野冬香）
- BURN-UP（ユカ）

1992年
- 機神兵団（隊長）
- 絶愛-1989-（泉芦香）
- バビル2世（レア）

1993年
- ジェノサイバー 虚界の魔獣（メル）
- フォーチュン・クエスト 世にも幸せな冒険者たち（ルーミィ）
- モルダイバー（ヴィヴィアン）

1994年
- 南国少年パプワくん（くり子）
- リカちゃんとヤマネコ 星の旅（サチ）

1996年
- BRONZE ZETSUAI since 1989（泉芦香）
- TWIN SIGNAL（音井みのる）
- 転校生（藤野真美）
- MAZE☆爆熱時空（ミックス）

1997年
- AIKa（ブラックリーダー）
- 綾音ちゃんハイキック!（中島加代子）
- サクラ大戦 桜華絢爛（アイリス〈イリス・シャトーブリアン〉）

1998年
- 下級生（ティナ）

1999年
- サクラ大戦 轟華絢爛（アイリス〈イリス・シャトーブリアン〉）
- ツインビーPARADISE（ウインビー）
- 日本アニメーション25周年特別企画〜ザ・ヒストリー・オブ・日本アニメーション「みつばちマーヤの冒険」（マーヤ）

2002年
- カナリア 〜この想いを歌に乗せて〜（矢萩せな）
- 機動戦士ガンダムSEED ASTRAY（ロレッタ・アジャー）
- サクラ大戦 神崎すみれ 引退記念 す・み・れ（アイリス〈イリス・シャトーブリアン〉）

2004年
- インタールード（木村千佳）

2008年
- ドラゴンボール オッス!帰ってきた孫悟空と仲間たち!!（グレ）

2009年
- 名探偵コナン MAGIC FILE3 新一と蘭・麻雀牌と七夕の思い出（小学校の先生）

2011年
- 英雄伝説 空の軌跡 THE ANIMATION（レン）

2012年
- 聖☆おにいさん（良太ママ）

### Webアニメ
- 悪魔くん（2023年、幽子）

### ゲーム
1990年
- 雀偵物語2 宇宙探偵ディバン出動編（モト子）

1992年
- まじかる☆タルるートくん（ミモラ）※メガドライブ版

1993年
- ゆみみみっくす（森下りえ）

1994年
- ツインビー 対戦ぱずるだま（ウィンビー、アップル先生）
- LUNAR ETERNAL BLUE（ルビィ）

1995年
- アイドル雀士スーチーパイ Special（河本小百合）
- アイドル雀士スーチーパイ Limited（河本小百合）
- アイドル雀士スーチーパイ Remix（河本小百合）
- ゲーム天国（伊藤由紀 他）
- ツインビーヤッホー! ふしぎの国で大あばれ!!（ウインビー、フルート）
- 出たなツインビーヤッホー! DELUXE PACK（ウインビー、妖精フルート）
- ドラえもん 友情伝説ザ・ドラえもんズ（王ドラ）
- 負けるな!魔剣道2（マネンポー、サッカリン）

1996年
- アイドル雀士スーチーパイII Limited（河本小百合、ミルキーパイ）
- サクラ大戦（アイリス〈イリス・シャトーブリアン〉）
- パワードールFX（セルマ・シェーレ）
- 美少女戦士セーラームーンSuperS 真・主役争奪戦（ダイアナ）
- ファーランドストーリーFX（リーサ）

1997年
- エルフを狩るモノたち -完全版-（ミリア）
- エルフを狩るモノたち -花札編-（ミリア）
- 下級生（ティナ）
- サクラ大戦 蒸気ラジヲショウ（アイリス）
- サクラ大戦 花組対戦コラムス（アイリス）
- サクラ大戦 花組通信（アイリス）
- グランディア（スー）
- ドラゴンマスターシルク（キ）
- ファーランドストーリー〜四つの封印〜（リーサ、メル）
- ボイスアイドルマニアックス 〜プールバーストーリー〜
- メタルエンジェル3（鈴宮奈々美）
- 悠久幻想曲（メロディ・シンクレア）

1998年
- GUNばれ!ゲーム天国（伊藤由紀 他）
- サクラ大戦2 〜君、死にたもうことなかれ〜（アイリス）
- サクラ大戦 帝撃グラフ（アイリス）
- すごべんちゃー ドラゴンマスターシルク外伝（キ）
- スーチーパイアドベンチャー ドキドキナイトメア（河本小百合、ミルキーパイ）
- 超魔神英雄伝ワタル ANOTHER STEP（忍部サクヤ）
- ツインビーRPG（ウィンビー、アップル先生）
- ツインズストーリー きみにつたえたくて…（鹿野もみじ）
- テイルコンチェルト（フレア・プリス）
- LUNAR2 エターナルブルー（ルビィ）

1999年
- アイドル雀士をつくっちゃおう♥（ミルキーパイ）
- デバイスレイン（壬生由佳里）
- ナース物語（青山めだか）
- ファーランドオデッセイ 伝説を継ぐ者（アミィ）

2000年
- 大神一郎奮闘記 〜サクラ大戦歌謡ショウ「紅蜥蜴」より〜（アイリス）
- サクラ大戦 花組対戦コラムス2（アイリス）
- アニメチャンプ（ポロン）
- 幻想のアルテミス（姫島萌）

2001年
- カナリア 〜この想いを歌に乗せて〜（矢萩せな）
- サクラ大戦3 〜巴里は燃えているか〜（アイリス〈イリス・シャトーブリアン〉）

2002年
- アイドル雀士スーチーパイIII（ミルキーパイ）
- Only you -リベルクルス-（ミュシャ・カレニーナ）
- サクラ大戦4 〜恋せよ乙女〜（アイリス）
- テイルズ オブ ファンダム Vol.1（マリア・アルベイン）

2003年
- インタールード（木村千佳）
- サクラ大戦 〜熱き血潮に〜（アイリス）

2004年
- ちゅ〜かな雀士てんほー牌娘（たぬこ）

2005年
- グリーングリーン3 ハローグッバイ（天神花月）
- ロマンシング サガ -ミンストレルソング-（マリーン）

2006年
- テイルズ オブ ファンタジア -フルボイスエディション-（マリア・アルベイン）
- はるのあしおと（篠宮智夏）

2007年
- アイドル雀士スーチーパイIII Remix（ミルキーパイ）
- アイドル雀士スーチーパイIV（ミルキーパイ）
- 英雄伝説 空の軌跡 the 3rd（レン）
- 英雄伝説 空の軌跡SC（レン）※PSP版のみ
- くじびきアンバランス 会長お願いすま〜っしゅファイト☆（上石神井蓮子）
- リオパラダイス（ミント）

2008年
- Dr.スランプ アラレちゃん（則巻ガジラ）
- ドラマチックダンジョン サクラ大戦 〜君あるがため〜（アイリス）
- ヴァンテージマスターポータブル（レン）

2010年
- アイドル雀士スーチーパイIV ぽ〜たぶる （ミルキーパイ）
- 英雄伝説 零の軌跡（レン）
- イースvs.空の軌跡 オルタナティブ・サーガ（レン）
- ONE PIECE ギガントバトル!（ペローナ）

2011年
- ONE PIECE ギガントバトル! 2 新世界（ペローナ）
- ONE PIECE ワンピーベリーマッチW（ペローナ）

2012年
- 英雄伝説 零の軌跡 Evolution（レン）
- 嫁コレ（レン）

2013年
- ワンピース 海賊無双2 / 3（2013年 - 2015年、ペローナ） - 2作品
- ドキドキ！プリキュア なりきりライフ!（シャルル）

2014年
- CV 〜キャスティングボイス〜（若杉奈々子）
- ジェイスターズ ビクトリーバーサス（則巻ガジラ）
- ONE PIECE 超グランドバトルX（ペローナ）

2015年
- ポポロクロイス牧場物語（ロマリア）

2016年
- チェインクロニクル〜絆の新大陸〜（アイリス）

2019年
- スーパードラゴンボールヒーローズ ワールドミッション（ガッちゃんロボ）
- ぷよぷよ!!クエスト（ガッちゃん）
- ゴシックは魔法乙女〜さっさと契約しなさい!〜（アイリス）
- ラングリッサー モバイル（アイリス）

2020年
- ドラゴンボールZ カカロット（ガッちゃん）

### ドラマCD
- 悪魔くん バラエティワールド 見えない学校 悪魔教室（幽子）
- 英雄伝説 空の軌跡ドラマCDシリーズ（レン）
  - 〜繋がる絆〜
  - the 3rd 〜魂の刻印〜
  - ヨシュア物語 〜封じられた記憶〜
  - ティータ物語 〜繋がる想い〜
  - 〜ウロボロス・レポート〜
- NG騎士ラムネ&40EX2 ユラユラ銀河帝国大混戦!
- オーバーレブ!（片山愛香）
- きゃんきゃんバニー（坂本春菜）
- GS美神 極楽大作戦!! 各作品（六道冥子）
- ここはグリーン・ウッド（渡辺由樹、蓮川すみれ）
- スクライド設定資料集 特典ドラマCD（寺田あやせ[51]）
- ツインビーPARADISE（ウインビー、エンジェルコンピューター、アップル先生）
- 魔神英雄伝ワタル外伝 CDシネマ ピュアピュアヒミコ 第一巻 - 第四巻（ロリコ）
- まもって守護月天!（七梨さゆり）
- MOON PRINCESS（マナ）
- ランブルフィッシュ（ナオ先生）
- ルナ・シークレット（小夜子）
- レッスルエンジェルス 新女恒例!波乱必至の大忘年会 IN 下呂温泉（キューティー金井）
- WILD ADAPTER 04（リカ）

### 吹き替え
- ティーン・エージェント ※VHS版
- ベイビー・トーク3 ワンダフルファミリー

### 舞台
- サクラ大戦歌謡ショウ（アイリス〈イリス・シャトーブリアン〉）
- 遊々団ブランシャ★ヴェール第4回公演「ピーチくりんだ♥ パプ〜♥」（桃子）
- 劇団21世紀FOXの公演
  - 「アリス・イン・ワンダーランド」（アリス）
  - 「月夜とオルガン」（オリエ）
  - 「森乃女学院千一夜物語」

### テレビ番組
- うたばん（うたまるくん）
- 草野☆キッド（ナレーター / テレビ朝日）山本百合子の代役、第81回「世界一うるさいグルメツアー」（ネイチャージモン出演回）のみ
- 笑たいむ（DJくーみん・ナレーター/NHK-BS2）
- ふしぎ大調査（クロッピ）

### 映画
- 母べえ（2008年）

### 人形劇
- こどもにんぎょう劇場「いたい夢」
- わいわいドンブリ（下落合トメ）

### ラジオ
- 魔神英雄伝ワタル外伝 ピュアピュアヒミコ（ロリコ）
- ぼくのマリー（アンドロイド・ゼロ）

### ラジオドラマ
- 青山二丁目劇場
  - 三丁目の夕日 「猫の命日」「ミッちゃん海へ行く」「下駄の一生」「幽霊修行」（夕子）
  - あじさいの唄（梅子）
  - アンドロイド花子ちゃん（花子ちゃん）
  - 見上げれば夢が広がってる（千夏）
- スレイヤーズEX.3 〜がんばれ死霊術士（ネクロマンサー）〜（ウィニー）
- 青春アドベンチャー『イーシャの舟』（声の出演）
- 女神天国（プリン）

### CM
- スズキ・ハスラー（則巻ガジラ）
  - 『Dr.スランプ アラレちゃん』篇（2014年9月11日 - 11月12日）[52]
  - 『クリスマス アラレちゃん』篇（2014年11月12日 - 12月25日）

### その他コンテンツ
- ぢゃどうすぎる（キュオ）
- 奴隷戦士マヤ（水谷マヤ）
- ぷよぷよ の〜てんSPECIAL（ドラコケンタウロス）※カセットドラマ

## ディスコグラフィ

### キャラクターソング
| 発売日         | タイトル                           | 名義                                 | 楽曲               | タイアップ                                                  |
| -------------- | ---------------------------------- | ------------------------------------ | ------------------ | ----------------------------------------------------------- |
| 1990年12月21日 | まじかる☆タルるートくん ヒット曲集 | ミモラ（西原久美子）                 | 「Sweet Magic」    | TVアニメ『まじかる☆タルるートくん』挿入歌                   |
| 1994年1月21日  | GS美神 美しき逃亡者シリーズ        | 六道冥子（西原久美子）               | 「仲良し式神たち」 | TVアニメ『GS美神』キャラクターソング                        |
| 1996年12月18日 | サクラ大戦 帝撃歌謡全集            | アイリス（西原久美子）               | 「エチュード」     | セガサターン版ゲームソフト『サクラ大戦』キャラクターソング  |
| 1998年7月17日  | 悠久幻想曲 キャラクターシリーズ    | メロディー・シンクレア（西原久美子） | 「てんしのえがお」 | ゲームソフト『悠久幻想曲』キャラクターソング                |
| 1999年6月9日   | 神風怪盗ジャンヌ イメージアルバム  | フィン・フィッシュ（西原久美子）     | 「笑顔でいます。」 | TVアニメ『神風怪盗ジャンヌ』キャラクターソング              |
| 2000年10月12日 | みんなで作る悠久CD!!               | メロディ（西原久美子）               | 「いい感じ宇宙」   | ゲームソフト『悠久組曲 All Star Project』キャラクターソング |